# Chrysobothris petersoni
Chrysobothris petersoni es una especie de escarabajo del género Chrysobothris, familia Buprestidae. Fue descrita científicamente por Hawkeswood en 1997.